# تمپل (تگزاس)
تمپل، تگزاس(به انگلیسی: Temple) شهری در ایالت تگزاس از ایالات جنوبی ایالات متحده آمریکا است. در سرشماری سال ۲۰۰۰، جمعیت این شهر ۵۴٬۵۱۴ نفر اعلام شد.